# Kommission für Jugendmedienschutz

Logo der KJM

Die Kommission für Jugendmedienschutz (KJM) ist ein Organ der Landesmedienanstalten in Deutschland, das für die inhaltliche Kontrolle im Bereich des länderübergreifenden privaten Rundfunks und im Internet (Telemedien) zuständig ist (s. § 13 JMStV). Die KJM beurteilt, ob Angebote die Menschenwürde oder sonstige durch das Strafgesetzbuch geschützte Rechtsgüter verletzen oder gegen den Jugendschutz verstoßen und kann gegen sie vorgehen. Rechtsgrundlage ist der Jugendmedienschutz-Staatsvertrag.

## Organisation
Die KJM wurde am 1. April 2003 gegründet. Ihr gehören 12 Mitglieder an (sechs Direktoren der Landesmedienanstalten, vier von den für Jugendschutz zuständigen obersten Landesjugendbehörden und zwei von der für den Jugendschutz zuständigen obersten Bundesbehörde benannte Sachverständige).

## Prinzip der Selbstregulierung
Der Jugendmedienschutz-Staatsvertrag folgt dem Prinzip der regulierten Selbstregulierung. Ziel ist, die Eigenverantwortung der Rundfunk- und Internetanbieter zu stärken und die Möglichkeiten der Vorabkontrolle zu verbessern. Den Einrichtungen der Freiwilligen Selbstkontrolle wird ein gesetzlich festgeschriebener Entscheidungsrahmen zugebilligt, den die Medienaufsicht nur begrenzt überprüfen darf. Die Selbstkontrolleinrichtungen müssen von der KJM anerkannt werden. Die KJM überwacht die Spruchpraxis und den Beurteilungsspielraum anerkannter Selbstkontrolleinrichtungen.

## Aufgaben
Der Jugendmedienschutz versucht, Einflüsse der Erwachsenenwelt, die dem Entwicklungsstand von Kindern und Jugendlichen noch nicht entsprechen, möglichst gering zu halten und Kinder und Jugendliche bei ihrer Persönlichkeitsentwicklung zu unterstützen.
Es ist die Aufgabe des Jugendmedienschutzes, Medieninhalte aufgrund ihres Gefährdungspotenzials zu beurteilen und deren öffentliche Verbreitung zu regeln. Der gesetzliche Jugendmedienschutz sieht vor, dass Kinder und Jugendliche Medien altersgerecht nutzen oder keinen Zugang haben, um sie vor problematischen, entwicklungsbeeinträchtigenden Medieninhalten zu schützen.

## Verhältnis zu Bund und Ländern

Logo der Medienanstalten

Die Kommission für Jugendmedienschutz ist das zentrale Entscheidungsorgan der Landesmedienanstalten in Fragen des Jugendschutzes im länderübergreifenden privaten Rundfunk und in länderübergreifenden Telemedien. Um gerade im Bereich der Telemedien eine Vernetzung der verschiedenen Aufsichtsinstitutionen zu schaffen, sieht der JMStV eine enge Zusammenarbeit zwischen der KJM, der Kontrolleinrichtung der Länder jugendschutz.net (vgl. § 18 JMStV) und der Bundesprüfstelle für jugendgefährdende Medien (§ 17 Abs. 1 JuSchG) vor. Organisatorisch ist jugendschutz.net an die KJM angebunden und unterstützt sie bei der Recherche im Internet. Die BPjM holt vor einer Entscheidung über Indizierungsanträge für Telemedien die Stellungnahme der KJM ein; die KJM kann auch selbst Indizierungsanträge bei der BPjM stellen und Sperrungen von Internetinhalten in Deutschland verfügen.
Entscheidungen des Organs KJM (§ 14 Abs. 2 Satz 2 JMStV) werden der zuständigen Landesmedienanstalt, die als rechtsfähige Anstalt des öffentlichen Rechts juristische Person ist, rechtlich zugerechnet (§ 14 Abs. 1  Satz 2, § 20 Abs. 1, 2 und 4, § 24 Abs. 4 Satz 6 JMStV). Die Entscheidungen der KJM werden durch das Exekutivorgan (Direktor/Präsident) der örtlich zuständigen Landesmedienanstalt vollzogen, was Anhörungen und sonstige Details des Verwaltungsverfahrens einschließt.

## Rechtsstatus
In der Rechtsliteratur wird vereinzelt die Meinung vertreten, dass die KJM eine verfassungswidrige Mischbehörde aus Vertretern des Bundes und der Länder sei und somit als juristisches Nullum anzusehen sei. Die KJM ist ein Kollegialorgan ohne eigene Rechtspersönlichkeit. Sie ist keine Behörde und kann wegen ihrer Entscheidungen von Anbietern oder Einrichtungen der Freiwilligen Selbstkontrolle nicht selbst verklagt werden. Sie ist im Rechtsstreit auch nicht beiladungsfähig. Die KJM ist vielmehr rechtlich unselbständiges Organ der jeweils zuständigen Landesmedienanstalt (§ 14 Abs. 2 Satz 2 JMStV).